# Kostel Narození Panny Marie (Velhartice)
Kostel Narození Panny Marie je římskokatolický kostel na návsi obce Velhartice na Klatovsku. Dvoulodní stavba s asymetricky umístěnou dvojicí věží je původem románská ze 13. století a byla několikrát přestavována, naposledy barokně v 18. století. Od roku 1958 je chráněna jako kulturní památka.

## Historie
Kostel je původně románská stavba z doby kolem roku 1240. Z této románské podoby stavby se dochovala věž na západní straně a západní a severní strana původní lodi. Na přelomu první a druhé čtvrtiny 14. století byl kostel přestavěn do gotické podoby. Byl tehdy vystavěn nový presbytář s žebrovou klenbou, prodloužena loď, a následně založena i severní věž.
K další přestavbě, a to v renesančním slohu, došlo na počátku 16. století. Tehdy byla při jižní straně kostela vystavena druhá loď a celé dvojlodí bylo překlenuto novou klenbou. Sakristie byla zaklenuta sklípkovou klenbou a věž na severní straně byla zvýšena o dvě patra. Z roku 1517 pak pochází monumentální sanktuář v presbytáři. V období po roce 1609 byla vystavěna předsíň a oratoř se zvláštním schodištěm na vnější straně kostela. Ze stejného období pochází zřejmě i krov nad dvoulodím.
Poslední významnější úpravy podoby kostela se datují do z 18. století a byly provedeny v barokním slohu. Z té doby pochází mimo jiné chór a vnější omítky. Hřbitov, který existoval kolem kostela, byl zrušen v roce 1805 Ze druhé poloviny 19. století pochází krov severní věže. Nový krov západní věže, který je zřejmě kopií původního, je z první poloviny 20. století.
V průběhu 20. století byl kostel průběžně udržován. V roce byly 1959 provedeny dílčí opravy, které se dotkly stříšky nad schody u předsíně a omítek v presbytáři. V letech 1992 až 1994 proběhla celková oprava kostela, kdy byl opraven krov dvoulodí, položeny nové střešní krytiny a opraveny vnější omítky. Současně byla upravena okna zvonového patra severní věže, kde byly odstraněny šambrány a doplněny dělicí sloupky.

## Stavební podoba
Kostel je dvoulodní stavba s asymetricky umístěnou dvojicí věží. Starší z věží je čtyřpatrová, má báň, a stojí při západním průčelí, zatímco novější a mohutnější věž s jehlancovou stříškou stojí na severní straně stavby mezi lodí a presbytářem. Na dvoulodí navazuje užší, trojboce uzavřený, presbytář. Presbytář má na jižní straně dvě širší a v závěru dvě užší gotická okna bez kružeb. Tvar oken lodi, zaklenutých polokruhem, je pak výsledkem barokní přestavby z 18. století. Na severní straně lodi jsou z vnější strany přistavěné otevřené schody na oratoř. Výrazným znakem kostela jsou fasády nároží věží, jež jsou vyzdobeny malovanou bosáží v šedomodré barvě na okrovém podkladu.

## Interiér kostela
Vnitřní zařízení kostela pochází převážně z druhé poloviny 19. století. Hlavní oltář je z roku 1875. Nahradil předchozí barokní oltář z roku 1772, z něhož byly na nový altář přeneseny sochy světců Petra a Pavla. Uprostřed oltáře se skví zlacená socha Madony, stojící na půlměsíci a chovající nahé žehnající Jezulátko. Do severní stěny kostela je vsazen náhrobník se znakem ze 16. století.

## Galerie

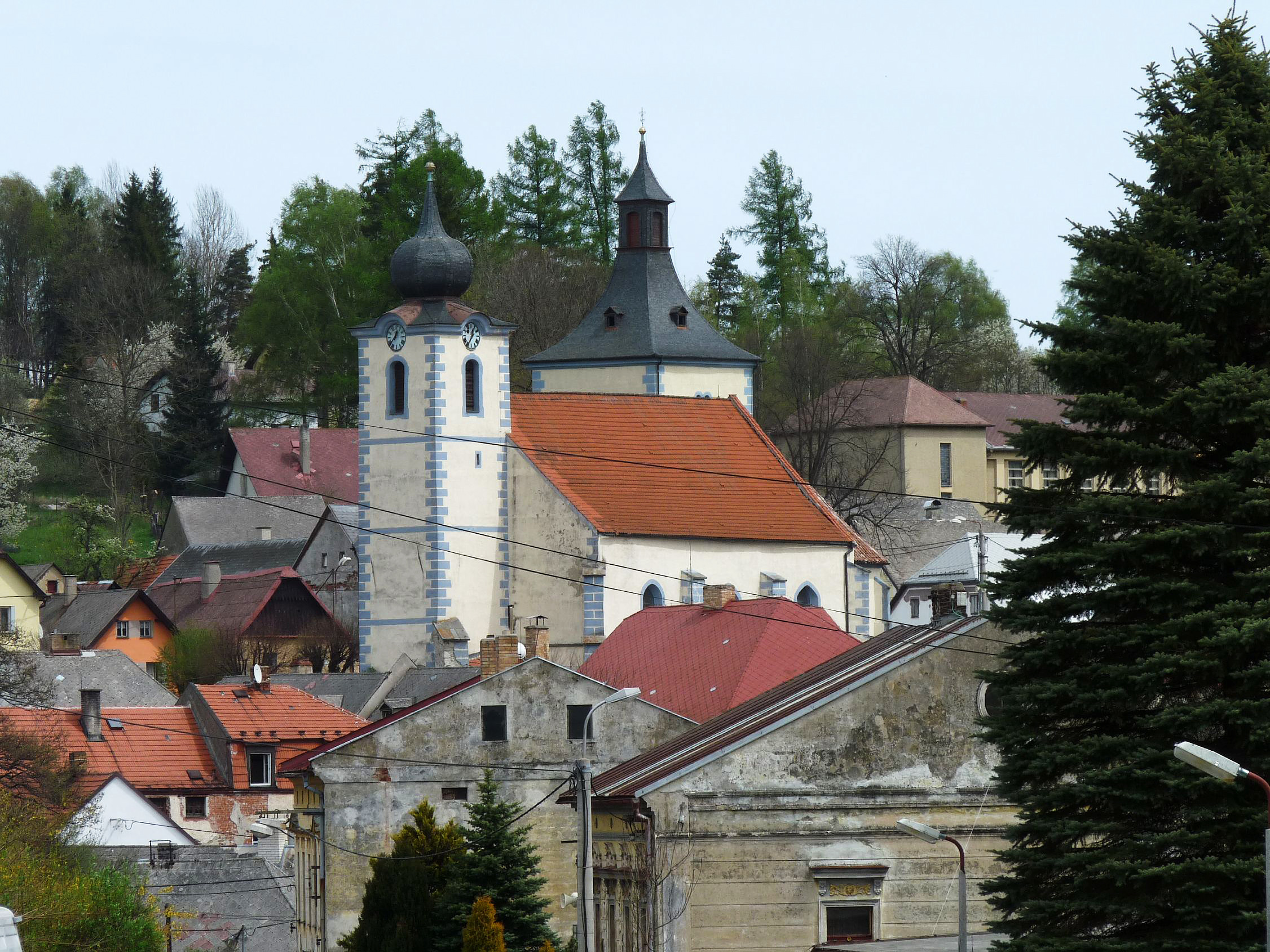
Celkový pohled od jihozápadu na kostel a západní věž
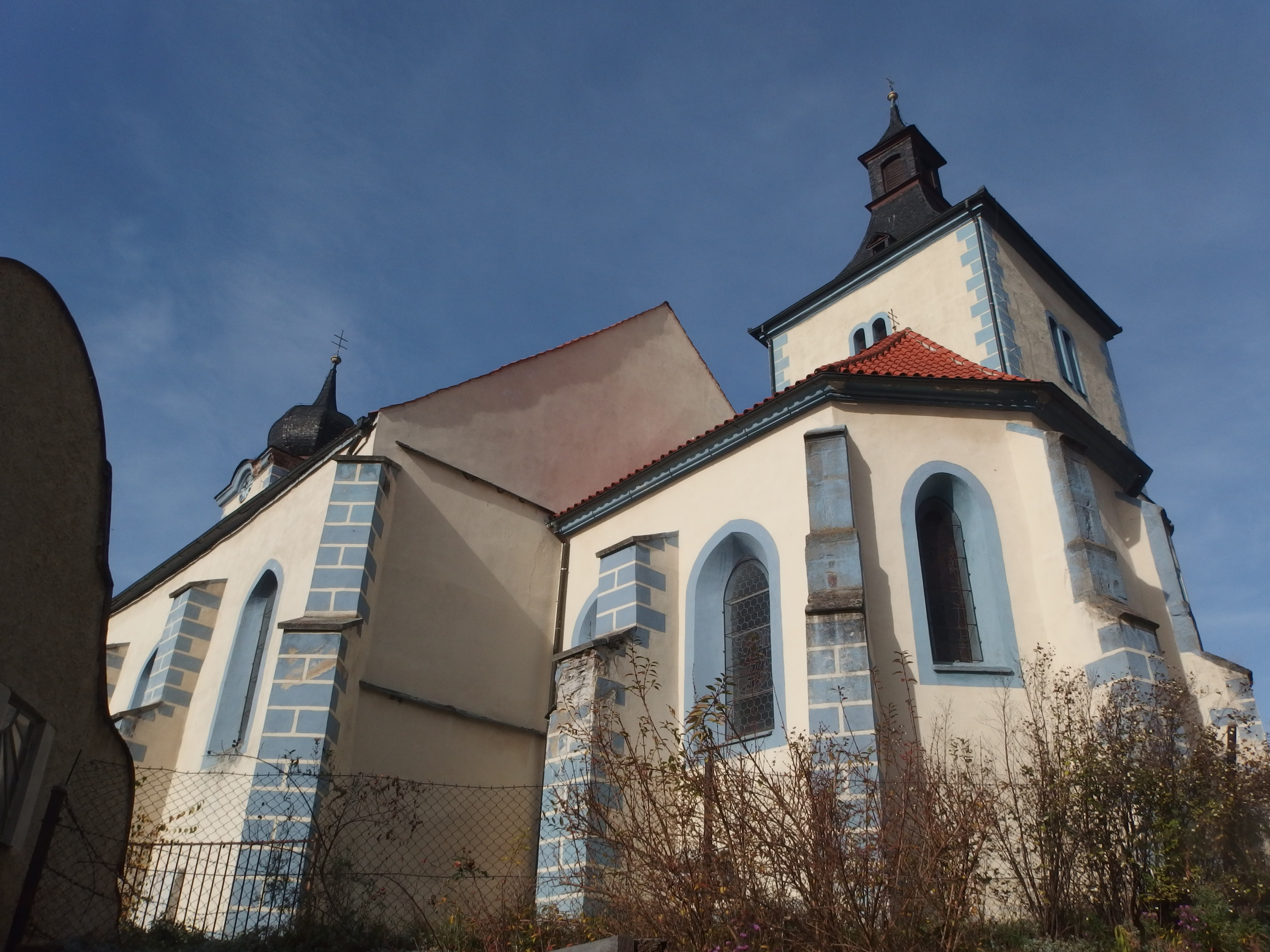
Pohled od jihu na presbytář
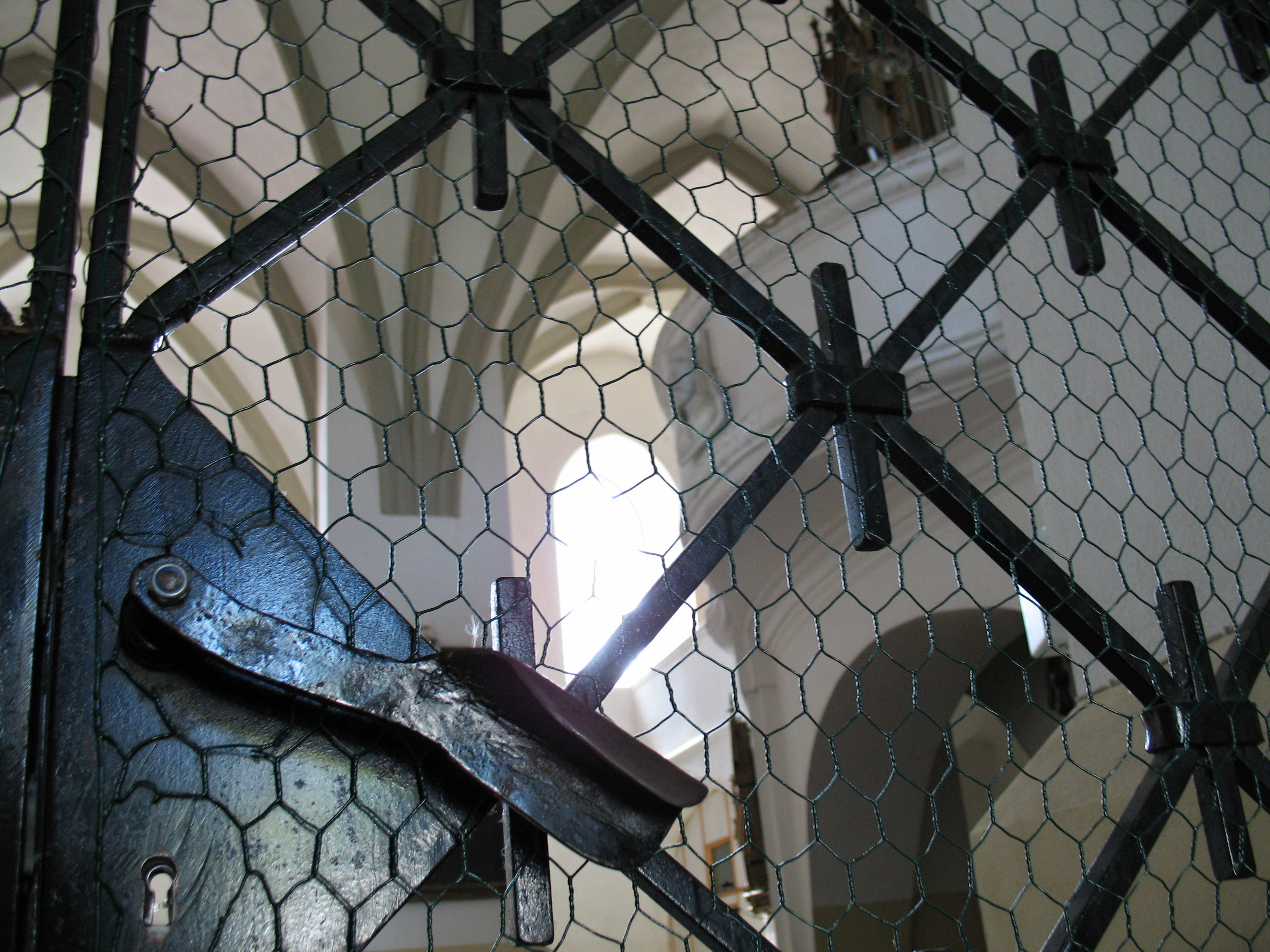
Vstup do kostela
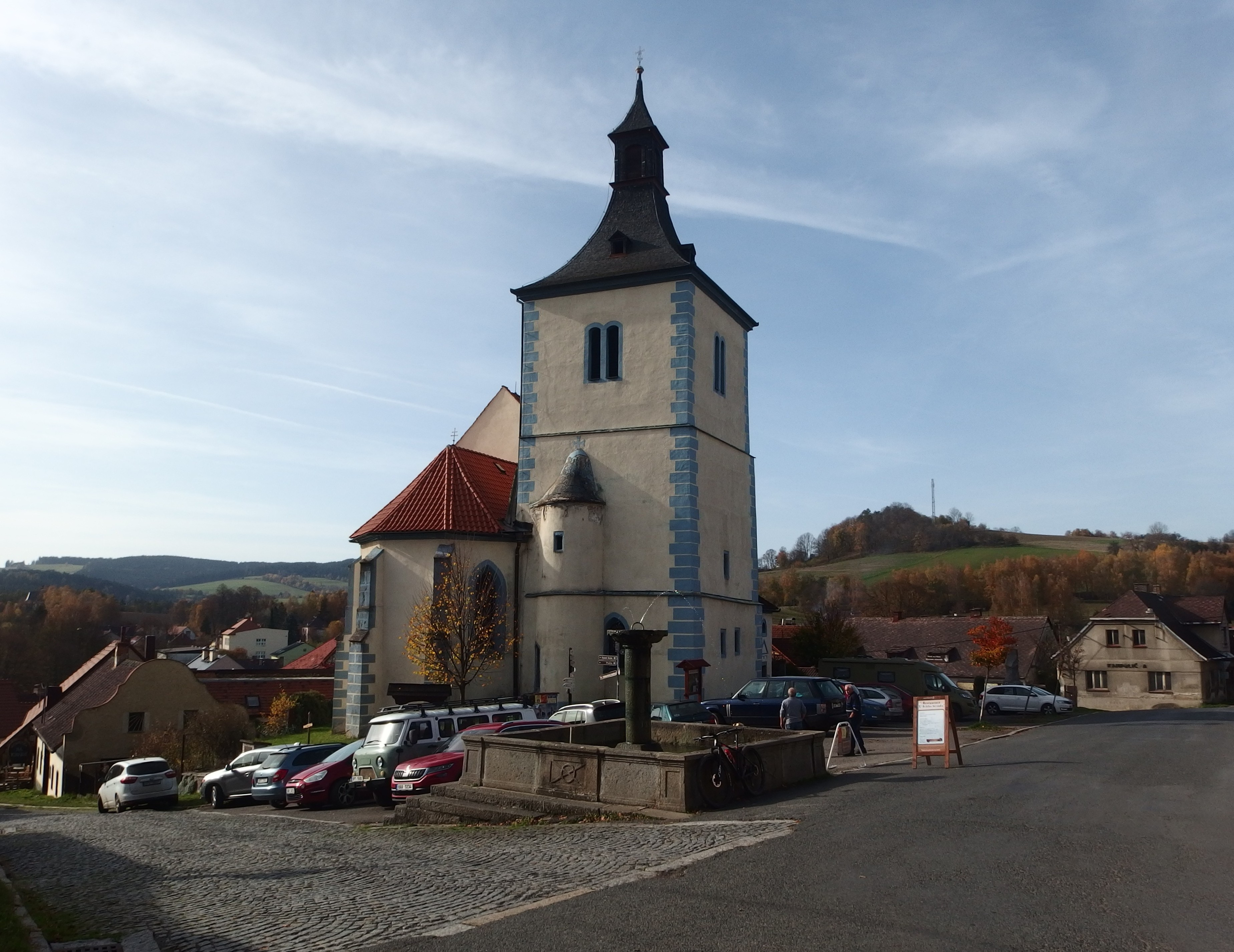
Pohled od východu na presbytář a velkou severní věž
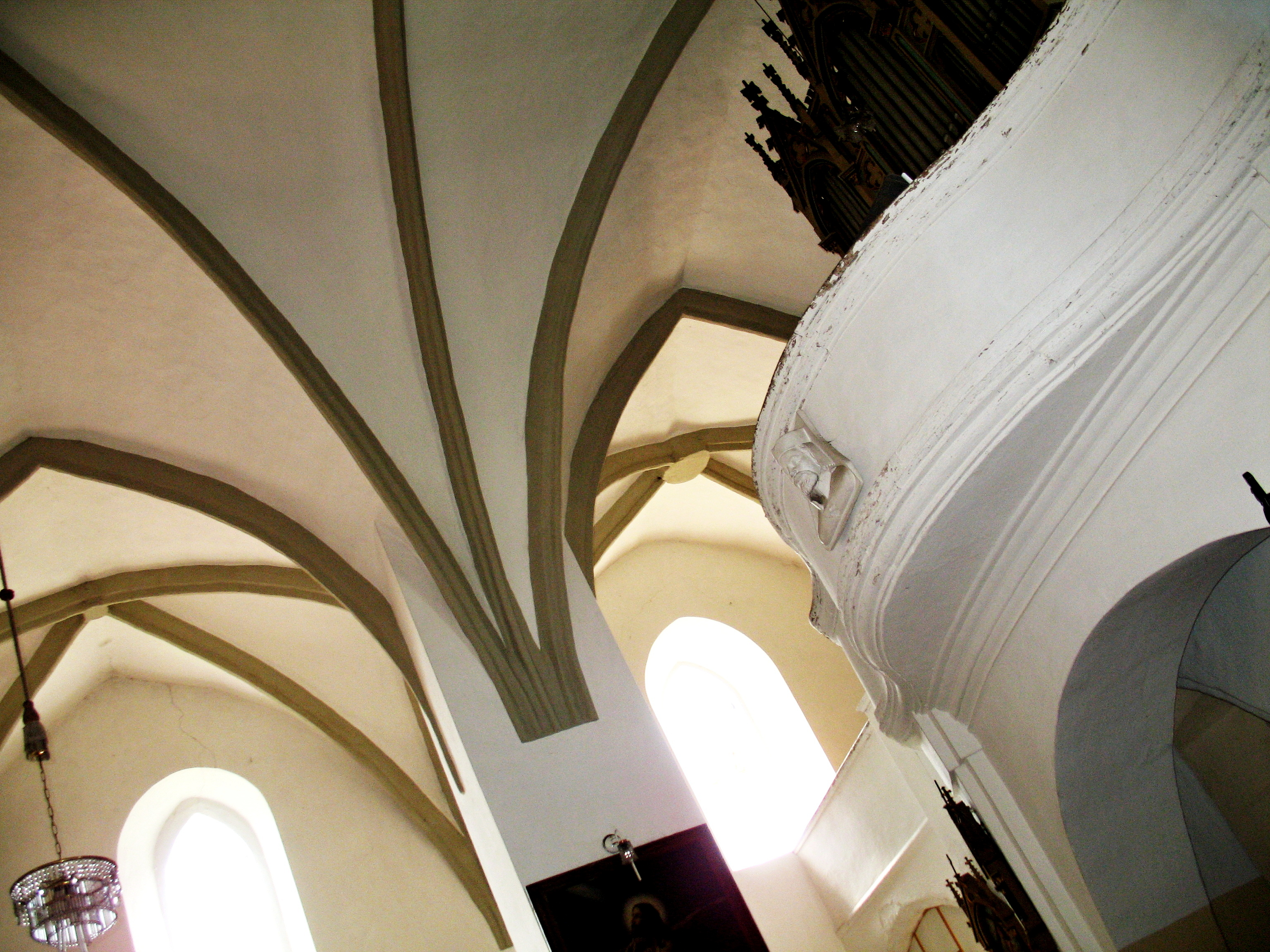
Pohled na kůr a gotické klenby